# アンジェラ・ジェームズ
アンジェラ・ジェームズ（Angela James、1964年12月22日 - ）は、カナダの元女子アイスホッケー選手。
1990年よりカナダ代表に名を連ね、1997年まで4度の世界王者に貢献。
2000年引退。
2010年、キャミ・グラナートとともに女性初となるホッケーの殿堂入りを果たした。